# Lejwana
Lejwana is een dorp in het district Southern in Botswana. De plaats telt 621 inwoners (2011).